# Lulu-da-pomerânia
Lulu-da-pomerânia, também conhecida como spitz-alemão-anão[a] (em alemão:  Zwergspitz), é a menor variedade da raça spitz alemão. É nativa da Pomerânia, região que engloba parte da Alemanha e Polônia na Europa Central. 
Classificado como uma raça toy por causa do seu pequeno tamanho, o lulu-da-pomerânia é um cão de companhia descendente de cães maiores do tipo Spitz, especificamente do spitz alemão. Foi determinado pela Federação Cinológica Internacional (FCI) como sendo parte da raça spitz alemão; e, em muitos países, eles são conhecidos como Zwergspitz ("spitz-anão").

## História
A raça tem se tornado popular por uma série de proprietários nobres desde o século XVIII. A rainha Vitória, foi dona de um, especialmente pequeno, lulu-da-pomerânia e, consequentemente, a menor variedade de Spitz tornou-se universalmente popular. Durante a vida da Rainha Vitória, o tamanho da raça diminuiu pela metade. No geral, o lulu-da-pomerânia é um robusto e saudável cão. A maioria dos problemas de saúde comuns são luxação de patela e colapso traqueal. Mais raramente, a raça pode sofrer de Alopecia X. Esta é uma doença genética que faz com que a pele do cão torne-se preta e perca todo o pelo ou a grande maioria. A partir de 2013, em termos de números de registro, pelo menos desde 1998, a raça foi classificada entre as vinte mais populares raças nos EUA, e a moda atual para cães pequenos tem aumentado a sua popularidade em todo o mundo.

## Aparência

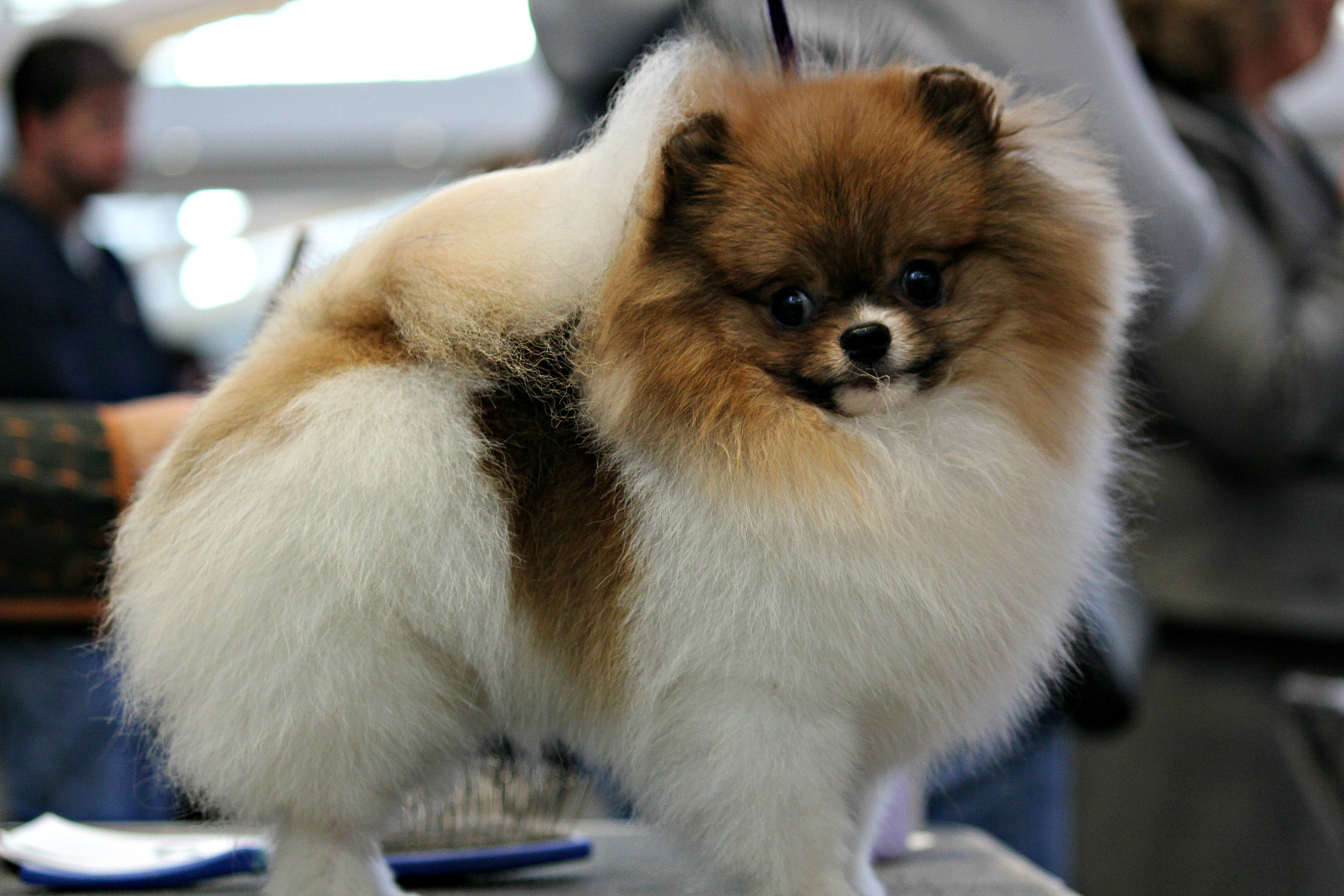
Lulu-da-pomerânia particolor

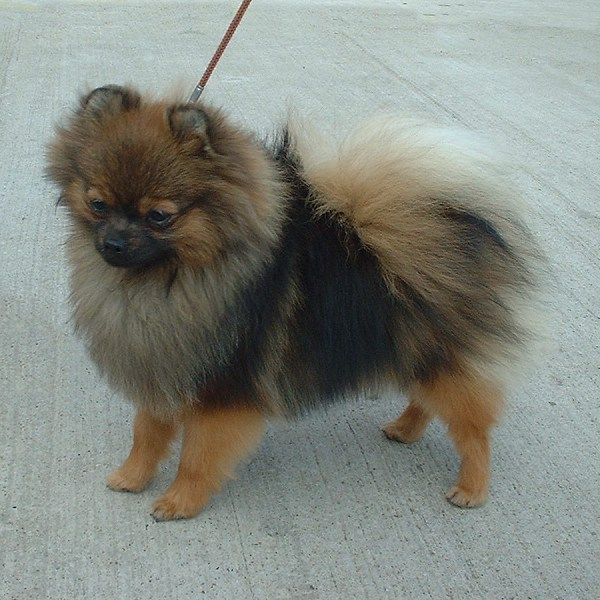
Lulu-da-pomerânia de pelagem orange-sable

Os lulus-da-pomerânia são pequenos cães com peso de acordo com a altura , que varia entre 18 e 24 cm  na cernelha( padrão da raça pela FCI e CBKC). São compactos, mas resistentes com uma abundante pelagem altamente texturizada com uma cauda alta, plumada e plana. A pelagem externa forma um colar de pelos ao redor do pescoço, pelo que os lulus são bem conhecidos, e eles também têm uma franja plumosa de pelos sobre os membros posteriores.
Os primeiros exemplares da raça eram brancos, ou, às vezes marrom ou preto. A rainha Vitória adotou um pequeno Lulu-da-pomerânia vermelho, em 1888, o que fez com que cor se tornasse moda no final do século XIX. Nos tempos modernos, Lulu-da-pomerânia tem uma ampla variedade de cores, incluindo branco, preto, marrom, vermelho, laranja, creme, azul, avermelhado, preto e canela, castanho e canela, malhado, tigrado, além de combinações dessas cores. As cores mais comuns são o laranja, o preto ou creme/branco.
Os lulus-da-pomerânia têm uma espessa pelagem dupla. Mesmo que o cuidado com a pelagem não seja difícil, criadores recomendam que seja feito diariamente, para manter a qualidade da pelagem e devido a sua espessura e a constante troca de pelo, com tosa a cada 1-2 meses. A pelagem externa é longa, reta e dura na textura, enquanto o subpêlo é macio, denso e curto. A pelagem emaranha facilmente, principalmente quando está  na muda do pêlo, o que acontece duas vezes por ano.
Imagens de Zwergspitz (Lulu da pomerânia)

## Temperamento
Os lulus-da-pomerânia são normalmente amigáveis, brincalhões e animados, mas podem ser agressivos com outros cães, para tentar provar a si mesmos. Lulus são alertas e cientes das mudanças no seu ambiente, ladrando para novos estímulos podem desenvolver o hábito de ladrar excessivamente em qualquer situação. São um pouco defensivos com o seu território e, portanto, podem ladrar quando ouvem ruídos exteriores. Os lulus são inteligentes, respondem bem ao treino, e podem ser muito bem sucedidos em conseguir o que eles querem dos seus donos. São extrovertidos e gostam de ser o centro das atenções, mas podem tornar-se dominantes, se não forem bem treinados e socializados.